# Liste du patrimoine mobilier du Québec
Voici une liste du patrimoine mobilier du Québec inscrit au répertoire du patrimoine culturel du Québec.

## Liste

### Bas-Saint-Laurent
| Bien patrimonial                                                   | Illustration               | Municipalité | Adresse | Coordonnées    | No    | Constr.                  | Catégorie            | Rec.      | Notes |
| ------------------------------------------------------------------ | -------------------------- | ------------ | ------- | -------------- | ----- | ------------------------ | -------------------- | --------- | ----- |
| Anges de l'église de Saint-Pascal                                  | Image manquante Téléverser | Confidentiel |         | à géolocaliser | 93231 | 1891 à 1925 (Production) | Objet patrimonial    | 1976      | [ 1 ] |
| Collection Centre d'archives et de documention de Rimouski (P1000) | Image manquante Téléverser | Confidentiel |         | à géolocaliser | 93821 | 1870 à 1976 (Production) | Document patrimonial | 2012 1998 | [ 2 ] |
| Collection Elphège Bouchard (P3)                                   | Image manquante Téléverser | Confidentiel |         | à géolocaliser | 93803 | 1891 à 1938 (Production) | Document patrimonial | 2012 1998 | [ 2 ] |
| Collection Grégoire Riou (P16)                                     | Image manquante Téléverser | Confidentiel |         | à géolocaliser | 93816 | 1891 à 1987 (Production) | Document patrimonial | 2012 1998 | [ 2 ] |
| Collection Joseph-Marie Roussel (P18)                              | Image manquante Téléverser | Confidentiel |         | à géolocaliser | 93818 | 1943 à 1945 (Production) | Document patrimonial | 2012 1998 | [ 2 ] |
| Collection Louis-Philippe-Romuald Sylvain (P20)                    | Image manquante Téléverser | Confidentiel |         | à géolocaliser | 93820 | 1876 à 1905 (Production) | Document patrimonial | 2012 1998 | [ 2 ] |
| Collection Mgr Charles-Alphonse Carbonneau (P4)                    | Image manquante Téléverser | Confidentiel |         | à géolocaliser | 93820 | 1847 à 1936 (Production) | Document patrimonial | 2012 1998 | [ 2 ] |
| Collection Mgr Lionel Roy (19)                                     | Image manquante Téléverser | Confidentiel |         | à géolocaliser | 93819 | 1830 à 1970 (Production) | Document patrimonial | 2012 1998 | [ 2 ] |
| Fonds André-Albert De Champlain (P8)                               | Image manquante Téléverser | Confidentiel |         | à géolocaliser | 93808 | 1830 à 1970 (Production) | Document patrimonial | 2012 1998 | [ 2 ] |
| Fonds Chanoine Charles Charette (P5)                               | Image manquante Téléverser | Confidentiel |         | à géolocaliser | 93805 | 1904 à 1930 (Production) | Document patrimonial | 2012 1998 | [ 2 ] |
| Fonds Chanoine Ferdinand-Elzéar Couture (P7)                       | Image manquante Téléverser | Confidentiel |         | à géolocaliser | 93807 | 1866 à 1891 (Production) | Document patrimonial | 2012 1998 | [ 2 ] |
| Fonds Chanoine Fortunat Charron (P6)                               | Image manquante Téléverser | Confidentiel |         | à géolocaliser | 93806 | 1903 à 1938 (Production) | Document patrimonial | 2012 1998 | [ 2 ] |
| Fonds Chanoine François Rioux (P17)                                | Image manquante Téléverser | Confidentiel |         | à géolocaliser | 93817 | 1901 à 1985 (Production) | Document patrimonial | 2012 1998 | [ 2 ] |
| Fonds de l'École de commerce de Rimouski (S3)                      | Image manquante Téléverser | Confidentiel |         | à géolocaliser | 93799 | 1894 à 1967 (Production) | Document patrimonial | 2012 1998 | [ 2 ] |
| Fonds de l'École moyenne de l'agriculture de Rimouski (S2)         | Image manquante Téléverser | Confidentiel |         | à géolocaliser | 93798 | 1921 à 1971 (Production) | Document patrimonial | 2012 1998 | [ 2 ] |
| Fonds de l'Institut de technologie de Rimouski (S4)                | Image manquante Téléverser | Confidentiel |         | à géolocaliser | 93798 | 1941 à 1964 (Production) | Document patrimonial | 2012 1998 | [ 2 ] |
| Fonds du Séminaire de Saint-Germain-de-Rimouski (S1)               | Image manquante Téléverser | Confidentiel |         | à géolocaliser | 93797 | 1839 à 1968 (Production) | Document patrimonial | 2012 1998 | [ 2 ] |

### Mauricie
| Bien patrimonial                                         | Illustration               | Municipalité        | Adresse             | Coordonnées    | No     | Constr.                  | Catégorie            | Rec.      | Notes |
| -------------------------------------------------------- | -------------------------- | ------------------- | ------------------- | -------------- | ------ | ------------------------ | -------------------- | --------- | ----- |
| Collection Montarville-Boucher De La Bruère              | Image manquante Téléverser | Confidentiel        |                     | à géolocaliser | 95144  | 1640 à 1943 (Production) | Document patrimonial | 2012 1979 | [ 3 ] |
| Collection Robert-Lionel-Séguin                          | Image manquante Téléverser | Confidentiel        |                     | à géolocaliser | 93251  |                          | Document patrimonial | 2012 1979 |       |
| Fonds Auguste-Désilets                                   | Image manquante Téléverser | Confidentiel        |                     | à géolocaliser | 95145  | 1852 à 1962 (Production) | Document patrimonial | 2012 1980 | [ 3 ] |
| Fonds Famille-Hart                                       | Image manquante Téléverser | Confidentiel        |                     | à géolocaliser | 95146  | 1761 à 1865 (Production) | Document patrimonial | 2012 1979 | [ 3 ] |
| Fonds Joseph-Napoléon-Bureau                             | Image manquante Téléverser | Confidentiel        |                     | à géolocaliser | 95147  | 1843 à 1895 (Production) | Document patrimonial | 2012 1980 | [ 3 ] |
| Œuvres d'art de l'ancienne église de Saint-Philippe      | Image manquante Téléverser | Confidentiel        |                     | à géolocaliser | 93252  |                          | Objet patrimonial    | 1974      |       |
| Peinture (Ex-voto à la Vierge)                           | Image manquante Téléverser | Confidentiel        |                     | à géolocaliser | 94871  |                          | Objet patrimonial    | 1974      | [ 4 ] |
| Chandelier pascal                                        | Image manquante Téléverser | Saint-Léon-le-Grand | 701, rue Principale | à géolocaliser | 169076 | 1833                     | Objet patrimonial    | 2011      | [ 5 ] |
| Christ en croix                                          | Saint-Léon-le-Grand        | Saint-Léon-le-Grand | 701, rue Principale | à géolocaliser | 169077 | 1833 et 1838 (entre)     | Objet patrimonial    | 2011      | [ 5 ] |
| Décor peint de l'église de Notre-Dame-de-la-Présentation | Shawinigan                 | Shawinigan          | 825, 2e Avenue      | à géolocaliser | 93241  | 1942 à 1956 (Production) | Objet patrimonial    | 1975      | [ 6 ] |